# 无声戏
《无声戏》（清）李渔的话本小说。共十二回。又名《连城壁》、《觉世名言连城璧》、《无声戏合集》、《无声戏合选》。

## 章節
- 第一回 丑郎君怕娇偏得艳
- 第二回 美男子避惑反生疑
- 第三回 改八字苦尽甘来
- 第四回 失干金福因祸至
- 第五回 女陈平计生七出
- 第六回 男孟母教合三迁
- 第七回 人宿妓穷鬼诉嫖冤
- 第八回 鬼输钱活人还赌债
- 第九回 变女为儿菩萨巧
- 第十回 移妻换妾鬼神奇
- 第十一回 儿孙弃骸骨僮仆奔丧
- 第十二回 妻妾抱琵琶梅香守节

## 版本
- 尊经阁本
- 佐伯本

## 中文本
- 《无声戏》（清）李渔著，李忠良点校 中华书局 2004  ISBN  7101035485

## 译本
Li Yu: Silent Operas (Tr. by Patrick Hanan). Hong Kong: Renditions, 1990. 